# Heath (Alabama)
Heath és una població dels Estats Units a l'estat d'Alabama. Segons el cens del 2000 tenia 249 habitants.

## Demografia
Segons el cens del 2000, Heath tenia 249 habitants, 119 habitatges, i 69 famílies. La densitat de població era de 105,6 habitants/km².
Dels 119 habitatges en un 31,9% hi vivien nens de menys de 18 anys, en un 40,3% hi vivien parelles casades, en un 12,6% dones solteres, i en un 41,2% no eren unitats familiars. En el 39,5% dels habitatges hi vivien persones soles el 26,1% de les quals corresponia a persones de 65 anys o més que vivien soles. El nombre mitjà de persones vivint en cada habitatge era de 2,09 i el nombre mitjà de persones que vivien en cada família era de 2,73.
Per edats la població es repartia de la següent manera: un 24,9% tenia menys de 18 anys, un 4% entre 18 i 24, un 30,1% entre 25 i 44, un 22,5% de 45 a 60 i un 18,5% 65 anys o més.
L'edat mediana era de 41 anys. Per cada 100 dones hi havia 91,5 homes. Per cada 100 dones de 18 o més anys hi havia 76,4 homes.
La renda mediana per habitatge era de 19.375 $ i la renda mediana per família de 35.833 $. Els homes tenien una renda mediana de 24.583 $ mentre que les dones 15.893 $. La renda per capita de la població era de 14.325 $. Aproximadament l'11,3% de les famílies i el 17,1% de la població estaven per davall del llindar de pobresa.

## Poblacions més properes
El següent diagrama mostra les poblacions més properes.